# Anomalomyidae
Famille
Les Anomalomyidae forment une famille de rongeurs fossiles ayant vécu du Miocène moyen jusqu'au Pliocène inférieur, il y a environ entre 16 et 4 Ma (millions d'années).

## Liste des genres
Selon Paleobiology Database (13 avril 2015) :
- Anomalomys